# Guillaume de Nogaret
Guillaume de Nogaret (Saint-Félix-Lauragais, 1260 - 11 april 1313) was een Frans rechtsgeleerde en een belangrijk raadgever van Filips IV van Frankrijk.

## Biografie
De Nogaret was een zoon van een kathaar uit Toulouse. In 1291 werd hij professor in rechtsgeleerdheid aan de universiteit van Montpellier. Vijf jaar later ging hij deel uitmaken van de Hofraad van Filips IV van Frankrijk. In 1300 werd hij door Filips als diplomaat naar Paus Bonifatius VIII gestuurd om een conflict tussen de koning en de paus op te lossen. Hij werd er een tweede maal op uit gestuurd, ditmaal met de intentie om de paus met de hulp van Sciarra Colonna gevangen te nemen. In een verrassingsaanval op 7 september 1303 veroverde hij het stadje Anagni en de zomerresidentie van Bonifatius VIII. Het doel was het voorkomen van de banvloek die de paus een dag later over Filips IV zou uitspreken. De overvallers durfden de paus echter niet te doden en de inwoners van Anagni bevrijdden hem twee dagen later. Nogaret ontkwam aan de volkswoede. 
Toen Filips IV zijn macht verkregen had over de paus richtte hij zijn oog op het te gronde richten van de tempeliers. Guillaume de Nogaret was vanaf oktober 1307 nauw betrokken bij de verhoren en processen van de gevangen ridders. In datzelfde jaar werd hij Zegelbewaarder en werd hij heer van een aantal dorpen in de Languedoc. Een jaar later werd hij wegens vermeende tovenarij geëxcommuniceerd. Deze processen tegen hem hielden tot 1313 aan. Voor het opheffen van zijn excommunicatie moest hij deelnemen aan de nieuwe kruistocht en de heilige plaatsen bezoeken, maar zover is het nooit gekomen. Hij stierf op 11 april van dat jaar.

## In populaire media
In de serie Knightfall uit 2017 van History Channel wordt de rol van Guillaume de Nogaret vertolkt door de acteur Julian Ovenden.